# Psilotreta ochina
Psilotreta ochina är en nattsländeart som beskrevs av Martin E. Mosely 1942. Psilotreta ochina ingår i släktet Psilotreta och familjen böjrörsnattsländor. Inga underarter finns listade i Catalogue of Life.